# ヒューバート・ブレイン・ウルフシュレーゲルスタインハウゼンベルガードルフ・シニア
ヒューバート・ブレイン・ウルフシュレーゲルスタインハウゼンベルガードルフ・シニア（Hubert Blaine Wolfeschlegelsteinhausenbergerdorff, Sr.、1904年8月4日 - 1997年10月24日）は、ドイツ・ベルゲドルフ出身のアメリカ合衆国フィラデルフィアの植字工である。

## 解説
生前は、世界で最も長い名前を持った人物であり、ギネス世界記録を所持していた。
その他の略称は、ヒューバート・ウルフステン（Hubert Wolfstern）、ヒューバート・B・ウルフ+666・シニア（Hubert B. Wolfe + 666 Sr.）、ヒューバート・ブレイン・ウルフ+585・シニア（Hubert Blaine Wolfe+585, Senior）、ヒューバート・ブレイン・ウルフ+590・シニア（Hubert Blaine Wolfe+590 Sr.）など。585とは、「ウルフシュレーゲルスタインハウゼンベルガードルフ」の後に続く彼の名字のアルファベット数である。
本名は、以下の通りである。
アドルフ・ブレイン・チャールズ・ディヴィット・アール・フレデリック・ジェラルド・ヒューバート・アーヴィン・ジョン・ケネス・ロイド・マーティン・ネロ・オリヴァー・ポール・クインシー・ランドルフ・シャーマン・トーマス・アンカス・ヴィクター・ウィリアム・クセルクセス・ヤンシー・ゼウス・ウルフシュレーゲルスタインハウゼンベルガードルフフォラルテンワレンゲウィッセンハフトシャフェルスウェッセンシャフェワレンウォールゲプフレゲウントゾルグファルチヒカイトベシュツェンフォンアングライフェンドゥルヒイーラウブゲーリグフェンデウェルヒフォラルテルンツォルフタオセントヤーレスフォランデーエルシェイネンワンデルエステールデンエンシュデラウムシフゲブラウヒフリフトアルスザインウァシュプルンクフォンクラフトゲスタルトザインランゲファールトヒンツウィッシェンステイナルチグラウムアウフデアズーヘンアッハディエステルンウェルヒゲハープトベウォーンバルプラネテンクレーゼドレーエンジヒウントウォヒンデアノイラッセウォンウェルスタンディグメンシュリックカイトコンテフォルツプランツェンウントジフエルフロイエンアンレベンスラングリフフロイデウントルーエミツニヒツアインフルヒトフォアアングライフェンフォンアンデラーインテリゲントゲショプスフォンヒンツウィッシェンステルナルトグラウメン・シニア
Adolph Blaine Charles David Earl Frederick Gerald Hubert Irvin John Kenneth Lloyd Martin Nero Oliver Paul Quincy Randolph Sherman Thomas Uncas Victor William Xerxes Yancy Zeus Wolfschlegelsteinhausenbergerdorffvoralternwarengewissenhaftschaferswessenschafewarenwohlgepflegeundsorgfaltigkeitbeschutzenvonangreifendurchihrraubgierigfeindewelchevoralternzwolftausendjahresvorandieerscheinenwanderersteerdemenschderraumschiffgebrauchlichtalsseinursprungvonkraftgestartseinlangefahrthinzwischensternartigraumaufdersuchenachdiesternwelchegehabtbewohnbarplanetenkreisedrehensichundwohinderneurassevonverstandigmenschlichkeitkonntefortplanzenundsicherfreuenanlebenslanglichfreudeundruhemitnichteinfurchtvorangreifenvonandererintelligentgeschopfsvonhinzwischensternartigraumen, Senior.
AからZまで、それぞれのアルファベットで始まる26の名前の後に598文字からなる苗字、最後に「シニア」が付き、合計746字である。

## 人物
ドイツ・ハンブルク郊外のベルゲドルフで生まれ、後にアメリカ合衆国のフィラデルフィアに移住した。生年月日は1904年2月29日とされていたが、1964年半ばに47歳であったと報道されたこともある。また一時期、「アメリカン・ネーム・ソサエティ」に所属していた。
彼の持つ名前が注目されたのは、1938年にフィラデルフィアの電話帳の1292ページに記載されたことがきっかけである。彼の息子、ヒューバート・ブレイン・ウルフシュレーゲルスタインハウゼンベルガードルフ・ジュニアは1952年に生まれた。子供は三歳のときに名字が発音できるようになったという 。
およそ1975年から85年にかけて彼は連続してギネスブックに登録されたことで有名になった。